# Ripple (支払いシステム)
Ripple（英語: Ripple (payment protocol)）は、アメリカ合衆国のリップル社によって開発が行われている、分散型台帳技術を利用した即時グロス決済システムの外国為替・送金ネットワーク。コンセンサス・レジャーとXRPと呼ばれるネイティブトークンを用いるオープンソースのインターネット・プロトコルは、リップル・トランザクション・プロトコル（RTXP）またはリップル・プロトコルと呼ばれる。
2020年12月、米国証券取引委員会はリップル社によるXRPの販売が証券法第5条に違反するとして、同社とその幹部2名に対して民事訴訟を起こした。2023年7月、連邦地方裁判所は「デジタルトークンとしてのXRP自体は、投資契約のHowey要件を満たす契約、取引、またはスキームではない」との判決を下した。
2022年に公表された情報によると、リップル社が手がけるクロスボーダー決済ネットワークの年間取引高は100億ドル（約1兆1,506億円）を超え、ネットワークの立ち上げから2022年第4四半期までの取引のうち約60％がXRPを利用して行われている。

## 概要
リップル（Ripple）の開発は、2004年にカナダのウェブ開発者である Ryan Fugger により開始された。 後にビットコイン技術を応用して Arthur Britto、David Schwartz等によって開発されたコンセンサス・レジャーが統合された。プロジェクトの指揮権は Ryan Fugger からリップル社（旧OpenCoin Inc.）に譲渡され、リップル・トランザクション・プロトコル（RTXP）として開発が継続されている。 リップルはビットコインと同様に分散型台帳技術を利用するが、二重支払いの検知をプルーフ・オブ・ワーク・システムではなく、独自に開発されたコンセンサス・システムによって行う。これによりビットコインの致命的な弱点であるスケーラビリティや消費電力といった問題を克服し、ビットコインでは平均10分程度かかっていた決済をリップルでは数秒で行うことができる。
また、World Wide Web Consortium によって標準化が進められているインターレジャー・プロトコルの開発がリップル社によって行われており、将来的にリップルに統合される予定である。インターレジャー・プロトコルはリップル社から発表され、リファレンス実装が2015年11月に同社から公開された。
- FRBが公開したリップルのプロモーション動画 - YouTube

2020年に米国証券取引委員会(SEC)がリップル社を未登録の暗号資産を販売し、約13億米ドルもの資金を得たとして提訴したが、2023年7月に個人向けに販売されるXRPは有価証券に当たらないという判決が下された。
2023年1月11日、リップル社のガーリングハウスCEOはロイター通信に対し、初期投資家や従業員から約2億8500万ドル(日本円にして約415億円)相当の自社株を買い戻すと語った。これによりリップル社の企業価値は113億ドル(日本円にして約1兆円)となった。 

### 歴史
Ripple（当初はOpenCoin）は 2012 年 9 月に Chris Larsen と Jed McCaleb により設立された。  
2013 年 4 月には Andreessen Horowitz などから資金調達を実施し、  
「ビットコインを改良したユニバーサル決済システム」として注目を集めた。

### 規制と法務
2015 年 5 月、Ripple Labs は米財務省金融犯罪取締ネットワーク（FinCEN）から  
銀行秘密法違反で 70 万ドルの民事罰を科された。  
SEC は 2020 年 12 月に Ripple を提訴したが、  
2023 年 7 月の連邦地裁判決では「取引所でのXRP販売は証券取引に該当しない」と判断された。  
最終的に 2025 年 3 月、Ripple は SEC と 5,000 万ドルで和解している。

## 評価
デビュー以来、Rippleプロトコルは金融および大衆向けの報道機関で注目を浴びるようになった。Rippleは、The Nielsen Company、Bank of England Quarterly Bulletin、NACHA、およびKPMGの業界記事で取り上げられ、銀行業界の国際化に対するRippleの影響を調査する多くの記事にも取り上げられた。
セキュリティなどの問題に関しては、2015年4月にAmerican Bankerが「銀行の観点からすれば、Rippleシステムのような分散型台帳には、ビットコインのような暗号通貨に比べて多くの利点がある」と主張した。 また、ボストン連邦準備銀行は「Rippleなどの分散ネットワークの採用により、銀行業界がより高速な処理を実現し、グローバルな支払いとコルレス銀行のサービスの効率を向上させることができる」と主張した。
2013年には決済ネットワークとしてのRippleについて、ケン・カーソン氏がEsquire誌で「大手金融サービスブランドは、レコード会社がかつてNapsterを扱ったように、Rippleを扱うべきだ」と述べた。
2015年8月、Rippleは世界経済フォーラムからテクノロジーパイオニア賞（Technology Pioneer）を受賞した。　New York Times所属のウェブサイトDealbookは2013年に「Rippleは仮想通貨が通常達成できなかったこと、すなわち金融システムの主要プレーヤーの関与を獲得している」と述べた。 